# 電気式トランスミッション
電気式トランスミッションとは、英語の“electric transmission”の訳語であり、自動車や船舶、鉄道車両における推進力伝達方式の一つである。電気式CVTや電気式無段変速機とも呼ばれる。

## 概要
レシプロエンジンもしくはタービンで発電機を駆動し、その発生電力で電動機を回し推進する方式を指す。
日本では、単に“トランスミッション”といった場合、自動車その他の変速装置（変速機）のみを指す場合が多いが、英語における“ transmission”は、「伝送」もしくは「伝達」という意味を持ち、自動車や船舶、鉄道車両の用語としては「原動機の動力を推進力に変えるために伝達する機構」というより広い意味を持つため、“electric transmission”といった場合、日本語に訳するならば「電気（式）変速機」ではなく「電気（式）駆動装置」と呼ぶほうがより原意に近い。
「ハイブリッド式」と呼称されることがあるが、厳密にはハイブリッド式と電気式トランスミッションは異なるものである。空気の供給を絶たれた状態での稼働を前提とした潜水艦以外では、通常、バッテリーなどの推進用エネルギーを蓄える装置を持たず、エンジンを停止した状態での運転が出来ない点が、「電気式トランスミッション」と「ハイブリッド式（シリーズハイブリッド方式（直列ハイブリッド式）」との相違となる。

## 各方式
ガス・エレクトリック方式
発電用の内燃機関がガソリンエンジンの場合は“ガス・エレクトリック（“英語: Petrol-electric transmission(英国および英連邦系).もしくはGasoline-electric /Gas-electric transmission(米国および米国系).）”と呼ぶ。
　ディーゼル・エレクトリック方式
発電用の内燃機関がディーゼルエンジンの場合は“ディーゼル・エレクトリック（英語: Diesel-electric transmission）”と呼ぶ。
　ターボ・エレクトリック方式
発電機をタービンで回すものは“ターボ・エレクトリック（英語: Turbo-electric transmission）”と呼ぶ。